# Железничка станица Бистрица на Лиму
Железничка станица Бистрица на Лиму је једна од железничких станица на прузи Београд—Бар. Налази се насељу Челице у општини Нова Варош. Пруга се наставља у једном смеру ка Пријепољу и у другом према Прибоју. Железничка станица Бистрица на Лиму састоји се из 3 колосека.

## Повезивање линија
- Пруга Београд—Бар